# Amijja Kabira
Amijja Kabira (arab. عمية كبيرة) – wieś w Syrii, w muhafazie Aleppo. W 2004 roku liczyła 1674 mieszkańców.